# عصر خوب (مجموعه تلویزیونی ارمنستانی)
عصر خوب (ارمنی: Լավ Երեկո؛ انگلیسی: Nice Evening) یک برنامه تلویزیونی در قالب شوی گفتگو دیروقت ارمنستانی 	۳۹–۴۲ دقیقه‌ای محصول سال ۲۰۱۷ کشور ارمنستان با اجرای آرام ام‌پی۳ و گاریک پاپویان، به کارگردانی آرمان سارگسیان، تهیه‌کنندگی آرمان ماتویان و نویسندگی روبرت مارتیروسیان, وان گریگوریان و گورگن مناتساکانیان می‌باشد. این مجموعه از روز ۲۷ اکتبر ۲۰۱۷ از ارمنستان ۱ شروع به نمایش درآمد و این برنامه جمعه‌ها ساعت ۲۱:۳۵ پخش شد. و در ۳۱ دسامبر ۲۰۱۹ به پایان رسید.
این برنامه به‌طور کلی حول مونولوگ‌های طنز دربارهٔ اخبار روز، مصاحبه‌ها با مهمانان، طرح‌های کمدی و اجرای موسیقی تهیه شد. از مهمانان محبوب این برنامه می‌توان به مارکوس میلر, نیکول پاشینیان, هوهانس آزویان, هایک ماروتیان, سبوه سیمونیان, آردو تونجبویاجیان, نازنی هوهانیسیان, و رالف یریکیان. اشاره کرد.

## یادداشت
1. ↑  Karen Stephanyan
2. ↑  Shahen Sardaryan
3. ↑  Arman Sargsyan
4. ↑  Arman Mitoyan
5. ↑  Robert Martirosyan
6. ↑  Van Grigoryan
7. ↑  Gurgen Mnatsakanyan